# Tegenaria schmalfussi
Tegenaria schmalfussi là một loài nhện trong họ Agelenidae.
Loài này thuộc chi Tegenaria. Tegenaria schmalfussi được Paolo Marcello Brignoli miêu tả năm 1976.